# Recondite
Recondite (né Lorenz Brunner en Basse-Bavière) est un musicien et producteur allemand de musique électronique, et fondateur de son propre label discographique, Plangent Records. Son nom d'artiste, « Recondite », signifie « obscur - mystique - ésotérique ».

## Biographie
Brunner grandit dans une zone rurale de Basse-Bavière, souvent citée comme source de son inspiration,. C'est en entendant l'album de mixes Today de Superpitcher au milieu des années 2000 qu'il s'intéresse à la musique. Il crée ses premiers morceaux dans un petit studio, chez lui, en 2007. Après cette période solitaire et très créative, il part s'installer à Berlin en 2009. En 2011, Brunner crée le label Plangent Records et publie ses premiers titres sous le nom de « Recondite ». Son premier EP, qui comprend quatre morceaux, est bien accueilli chez lui et internationalement. Il donne son premier concert la même année à Berlin, au Panorama bar. D'autres productions vont suivre ainsi que des prestations en Allemagne et dans le monde.
Recondite suscite encore plus d'attention avec son album On Acid, lequel est lancé en 2012 via le label américain Absurd Recordings. Les morceaux de cet album, influencés par la acid house, présentent une nouvelle facette de l'artiste. La presse musicale donnera à On Acid un écho très positif. Cet élan médiatique et le succès rencontré lors de ses prestations en live amènent Recondite à faire son premier concert à New York en 2012. Avec son second EP Hinterland lancé en 2013 sur le label américain Ghostly International, Recondite est devenu un des meilleurs artistes en live, partageant la scène avec des artistes comme Sven Väth et Richie Hawtin au Time Warp Festival de 2014. Cette même année, il devient un des DJ réguliers des soirées/évènements ENTER.Ibiza de Richie Hawtin.
Son troisième album, Iffy, sort 10 novembre 2014. Un an plus tard, le 2 novembre 2015, sort le quatrième album, Placid. Plus tard, la première compilation de l'artiste parait le 28 juillet 2017. Elle s'intitule Update et se compose des morceaux parus entre 2012 et 2016 sous le label Hotflush Records. Deux versions différentes du morceau The Hope du DJ Scuba reprisent par Recondite clôturent la compilation. Daemmerlicht, le cinquième album de l'artiste est publié le 16 février 2018, puis le sixième, Dwell, le 24 janvier 2020 .
Taum, le 7e album sort le 25 mars 2022. Le 21 avril 2023, Recondite publie une seconde compilation intitulée The Dystopian Episodes regroupant les morceaux des EP parus entre 2013 et 2017 sous le label Dystopian. La compilation intègre deux inédits, People Wouldn't Believe et Beam. Entre août 2023 et août 2024, Recondite publie une série de 6 morceaux intitulée Indifferent Series, dont Introspect, Dust et Karat. Ils donneront lieu au 8e album de l'artiste paru le 18 octobre 2024, intitulé Indifferent avec 4 morceaux inédits.

## Style
La diversité de son travail est apparente sur les multiples collaborations qu'il a pu réaliser sur les labels comme Dystopian et Innervisions, elles sont imprégnées de différents styles de musique électronique.
Recondite improvise ses performances en direct et est connu pour adapter sa musique à l'état d'esprit du public et aux conditions qui se présentent. Cette adaptabilité lui vaut une nomination aux DJ Awards 2014 dans la catégorie « Electronic Live Performance ». Son EP Caldera est arrivé à la première place dans les charts de musique techno sur le site Beatport.
Son travail varie entre deep house, ambient et techno ou acid techno. En fait, la production musicale de Brunner se joue des frontières entre ces catégories. Ses albums et EP comprennent à la fois des pistes d'ambiance mélancoliques et sombres avec des tempos lents, de même que de véritables titres technos purement créés pour la danse.
Recondite utilise le mixage de sons captés en extérieur (Field Recording) et la production de sons sur Operator, le synthétiseur natif du logiciel Ableton.

## Discographie
La discographie de Recondite compte 8 albums studio, 26 EP et deux compilations regroupant les EP publiés sous différents labels (Dystopian et Hotflush Recordings). Elle compte environ 153 morceaux différents et 164 morceaux en y incluant les reprises, les remix et les versions alternatives.
Deux morceaux sont des collaborations ; Sequenze avec le duo italien Tale of Us sous le label Afterlife et Elevate en 2023 avec le duo Monophase (IT). Il livre deux versions différentes du morceau The Hope du DJ Scuba sous le label Hotflush Recordings, sur sa première compilation Update, en 2017.
Six morceaux sont des remix de différents DJ comme le DJ allemand Lawrence, l'américain Tin Man, Scuba ou Ricardo Donoso Clemency.

### Singles
| Année | Single                         | Label                 | Album / EP / Compilation |
| ----- | ------------------------------ | --------------------- | ------------------------ |
| 2013  | EC10                           | Dystopian             | EC10 EP                  |
| 2013  | Stems                          | Ghostly International | Hinterland               |
| 2013  | Waldluft                       | Trolldans             | Waldluft EP              |
| 2014  | Caldera                        | Hotflush Recordings   | Update                   |
| 2014  | Nadsat                         | Dystopian             | Nadsat EP                |
| 2017  | Theater II                     | Dystopian             | Theater II EP            |
| 2023  | Elevate (feat. Monophase (IT)) | Afterlife Recordings  |                          |
| 2023  | Introspect                     | Plangent Records      | Indifferent              |
| 2023  | Atma                           | Plangent Records      | Indifferent              |
| 2023  | Falling                        | Plangent Records      | Indifferent              |
| 2024  | Dust                           | Plangent Records      | Indifferent              |
| 2024  | Cut                            | Plangent Records      | Indifferent              |
| 2024  | Karat                          | Plangent Records      | Indifferent              |

### Remixes
- 2023 : Distance de Two Lanes

## Clips
- 2012 : Tie In (Acid Test)
- 2014 : Levo (Innervisions)